# Албонс
Албо́нс (кат. Albons, вимова літературною каталанською [əł'βons]) — муніципалітет, розташований в Автономній області Каталонія, в Іспанії. Код муніципалітету за номенклатурою Інституту статистики Каталонії — 170046. Знаходиться у районі (кумарці) Баш-Ампурда (коди району — 10 та BM) провінції Жирона, згідно з новою адміністративною реформою перебуватиме у складі Баґарії (округи) Жирона. 

## Назва муніципалітету
Назва муніципалітету походить від лат. *Albŭrnis — імені місцевого божества, а також чоловічого імені. У 1255 р. зафіксовані назви Alburnis та Albornis.

## Населення
Населення міста (у 2007 р.) становить 625 осіб (з них менше 14 років — 13,9%, від 15 до 64 — 68,8%, понад 65 років — 17,3%). У 2006 р. народжуваність склала 5 осіб, смертність — 6 осіб, зареєстровано 1 шлюб. У 2001 р. активне населення становило 252 особи, з них безробітних — 25 осіб.

Серед осіб, які проживали на території міста у 2001 р., 446 народилися в Каталонії (з них 262 особи у тому самому районі, або кумарці), 53 особи приїхали з інших областей Іспанії, а 35 осіб приїхало з-за кордону. 

Вищу освіту має 6,4% усього населення. 

У 2001 р. нараховувалося 205 домогосподарств (з них 28,8% складалися з однієї особи, 26,3% з двох осіб,17,1% з 3 осіб, 17,6% з 4 осіб, 6,3% з 5 осіб, 2,9% з 6 осіб, 0% з 7 осіб, 0,5% з 8 осіб і 0,5% з 9 і більше осіб).

Активне населення міста у 2001 р. працювало у таких сферах діяльності : у сільському господарстві — 16,7%, у промисловості — 11,9%, на будівництві — 18,1% і у сфері обслуговування — 53,3%. 

 У муніципалітеті або у власному районі (кумарці) працює 107 осіб, поза районом — 144 особи.

### Безробіття
У 2007 р. нараховувалося 23 безробітних (у 2006 р. — 20 безробітних), з них чоловіки становили 34,8%, а жінки — 65,2%.

## Економіка

### Підприємства міста

#### Промислові підприємства
| \| Промислові підприємства міста, за сферою діяльності \| Промислові підприємства міста, за сферою діяльності \| Промислові підприємства міста, за сферою діяльності \| \| Рік \| 2002 р. \| 2001 р. \| \| --------------------------------------------------- \| --------------------------------------------------- \| --------------------------------------------------- \| \| Енергетичні та водні ресурси \| 33,3% \| 20% \| \| Хімія та метали \| 16,7% \| 20% \| \| Переробка металів \| 0% \| 0% \| \| Продукти харчування \| 33,3% \| 40% \| \| Текстиль \| 0% \| 0% \| \| Виробництво меблів, видання \| 16,7% \| 20% \| \| Інше \| 0% \| 0% \| \| Усього підприємств \| 6 \| 5 \| |         |         |
| Промислові підприємства міста, за сферою діяльності |         |         |
| Рік | 2002 р. | 2001 р. |
| Енергетичні та водні ресурси | 33,3%   | 20%     |
| Хімія та метали | 16,7%   | 20%     |
| Переробка металів | 0%      | 0%      |
| Продукти харчування | 33,3%   | 40%     |
| Текстиль | 0%      | 0%      |
| Виробництво меблів, видання | 16,7%   | 20%     |
| Інше | 0%      | 0%      |
| Усього підприємств | 6       | 5       |

#### Роздрібна торгівля
| \| Підприємства роздрібної торгівлі міста, за сферою діяльності \| Підприємства роздрібної торгівлі міста, за сферою діяльності \| Підприємства роздрібної торгівлі міста, за сферою діяльності \| \| Рік \| 2002 р. \| 2001 р. \| \| ------------------------------------------------------------ \| ------------------------------------------------------------ \| ------------------------------------------------------------ \| \| Продукти харчування \| 50% \| 50% \| \| Одяг та взуття \| 12,5% \| 12,5% \| \| Товари для дому \| 0% \| 0% \| \| Книги та періодичні видання \| 0% \| 0% \| \| Промислова хімічна продукція \| 12,5% \| 12,5% \| \| Продукція, пов'язана з транспортними засобами \| 0% \| 0% \| \| Інше \| 25% \| 25% \| \| Усього підприємств \| 8 \| 8 \| |         |         |
| Підприємства роздрібної торгівлі міста, за сферою діяльності |         |         |
| Рік | 2002 р. | 2001 р. |
| Продукти харчування | 50%     | 50%     |
| Одяг та взуття | 12,5%   | 12,5%   |
| Товари для дому | 0%      | 0%      |
| Книги та періодичні видання | 0%      | 0%      |
| Промислова хімічна продукція | 12,5%   | 12,5%   |
| Продукція, пов'язана з транспортними засобами | 0%      | 0%      |
| Інше | 25%     | 25%     |
| Усього підприємств | 8       | 8       |

#### Сфера послуг
| \| Підприємства міста, що працюють у сфері послуг, за діяльністю \| Підприємства міста, що працюють у сфері послуг, за діяльністю \| Підприємства міста, що працюють у сфері послуг, за діяльністю \| \| Рік \| 2002 р. \| 2001 р. \| \| ------------------------------------------------------------- \| ------------------------------------------------------------- \| ------------------------------------------------------------- \| \| Гуртова торгівля \| 25% \| 26,7% \| \| Готелі та готельний бізнес \| 25% \| 20% \| \| Транспорт та зв'язок \| 12,5% \| 13,3% \| \| Посередницькі фінансові послуги \| 6,2% \| 6,7% \| \| Послуги підприємствам \| 6,2% \| 6,7% \| \| Послуги фізичним особам \| 6,2% \| 6,7% \| \| Нерухомість та ін. \| 18,8% \| 20% \| \| Усього підприємств \| 16 \| 15 \| |         |         |
| Підприємства міста, що працюють у сфері послуг, за діяльністю |         |         |
| Рік | 2002 р. | 2001 р. |
| Гуртова торгівля | 25%     | 26,7%   |
| Готелі та готельний бізнес | 25%     | 20%     |
| Транспорт та зв'язок | 12,5%   | 13,3%   |
| Посередницькі фінансові послуги | 6,2%    | 6,7%    |
| Послуги підприємствам | 6,2%    | 6,7%    |
| Послуги фізичним особам | 6,2%    | 6,7%    |
| Нерухомість та ін. | 18,8%   | 20%     |
| Усього підприємств | 16      | 15      |

## Житловий фонд
У 2001 р. 5,4% усіх родин (домогосподарств) мали житло метражем до 59 м2, 24,4% — від 60 до 89 м2, 39,5% — від 90 до 119 м2 і
30,7% — понад 120 м2.

З усіх будівель у 2001 р. 50,9% було одноповерховими, 47,1% — двоповерховими, 1,7
% — триповерховими, 0,3% — чотириповерховими, 0% — п'ятиповерховими, 0% — шестиповерховими,
0% — семиповерховими, 0% — з вісьмома та більше поверхами.

## Автопарк
| \| Автомобілі, зареєстровані у місті, за призначенням \| Автомобілі, зареєстровані у місті, за призначенням \| Автомобілі, зареєстровані у місті, за призначенням \| \| Рік \| 2006 р. \| 2005 р. \| \| -------------------------------------------------- \| -------------------------------------------------- \| -------------------------------------------------- \| \| Приватні автомобілі \| 61,5% \| 62,6% \| \| Мотоцикли \| 12,9% \| 11,7% \| \| Вантажівки \| 21,6% \| 22% \| \| Трактори \| 0,7% \| 0,7% \| \| Автобуси та ін. \| 3,3% \| 3% \| \| Усього автомобілів \| 698 шт. \| 669 шт. \| |         |         |
| Автомобілі, зареєстровані у місті, за призначенням |         |         |
| Рік | 2006 р. | 2005 р. |
| Приватні автомобілі | 61,5%   | 62,6%   |
| Мотоцикли | 12,9%   | 11,7%   |
| Вантажівки | 21,6%   | 22%     |
| Трактори | 0,7%    | 0,7%    |
| Автобуси та ін. | 3,3%    | 3%      |
| Усього автомобілів | 698 шт. | 669 шт. |

## Вживання каталанської мови
У 2001 р. каталанську мову у місті розуміли 96,6% усього населення (у 1996 р. — 99%), вміли говорити нею 91,7% (у 1996 р. — 
93,1%), вміли читати 85,6% (у 1996 р. — 87,4%), вміли писати 69,8
% (у 1996 р. — 54%). Не розуміли каталанської мови 3,4%.

## Політичні уподобання
У виборах до Парламенту Каталонії у 2006 р. взяло участь 308 осіб (у 2003 р. — 327 осіб). Голоси за політичні сили розподілилися таким чином:
| \| Вибори до Парламенту Каталонії \| Вибори до Парламенту Каталонії \| Вибори до Парламенту Каталонії \| \| Рік \| 2006 р. \| 2003 р. \| \| -------------------------------------- \| ------------------------------ \| ------------------------------ \| \| Конвергенція та Єднання (CiU) \| 41,2% \| 42,5% \| \| Соціалістична партія Каталонії (PSC) \| 18,8% \| 19,9% \| \| Народна партія (PP) \| 4,5% \| 3,4% \| \| Ініціатива за зелену Каталонію (IC) \| 8,8% \| 9,2% \| \| Республіканська лівиця Каталонії (ERC) \| 21,4% \| 21,7% \| \| Громадянська партія (C's) \| 0,3% \| 0% \| \| Інші \| 4,9% \| 3,4% \| |         |         |
| Вибори до Парламенту Каталонії |         |         |
| Рік | 2006 р. | 2003 р. |
| Конвергенція та Єднання (CiU) | 41,2%   | 42,5%   |
| Соціалістична партія Каталонії (PSC) | 18,8%   | 19,9%   |
| Народна партія (PP) | 4,5%    | 3,4%    |
| Ініціатива за зелену Каталонію (IC) | 8,8%    | 9,2%    |
| Республіканська лівиця Каталонії (ERC) | 21,4%   | 21,7%   |
| Громадянська партія (C's) | 0,3%    | 0%      |
| Інші | 4,9%    | 3,4%    |

У муніципальних виборах у 2007 р. взяло участь 336 осіб (у 2003 р. — 370 осіб). Голоси за політичні сили розподілилися таким чином:
| \| Муніципальні вибори \| Муніципальні вибори \| Муніципальні вибори \| \| Рік \| 2007 р. \| 2003 р. \| \| -------------------------------------- \| ------------------- \| ------------------- \| \| Конвергенція та Єднання (CiU) \| 33,3% \| 69,7% \| \| Соціалістична партія Каталонії (PSC) \| 66,7% \| 30,3% \| \| Народна партія (PP) \| 0% \| 0% \| \| Ініціатива за зелену Каталонію (IC) \| 0% \| 0% \| \| Республіканська лівиця Каталонії (ERC) \| 0% \| 0% \| \| Громадянська партія (C's) \| 0% \| 0% \| \| Інші \| 0% \| 0% \| |         |         |
| Муніципальні вибори |         |         |
| Рік | 2007 р. | 2003 р. |
| Конвергенція та Єднання (CiU) | 33,3%   | 69,7%   |
| Соціалістична партія Каталонії (PSC) | 66,7%   | 30,3%   |
| Народна партія (PP) | 0%      | 0%      |
| Ініціатива за зелену Каталонію (IC) | 0%      | 0%      |
| Республіканська лівиця Каталонії (ERC) | 0%      | 0%      |
| Громадянська партія (C's) | 0%      | 0%      |
| Інші | 0%      | 0%      |